# Cedynia
Cedynia este un oraș în Polonia.